# Галофіти Етоша-Пану

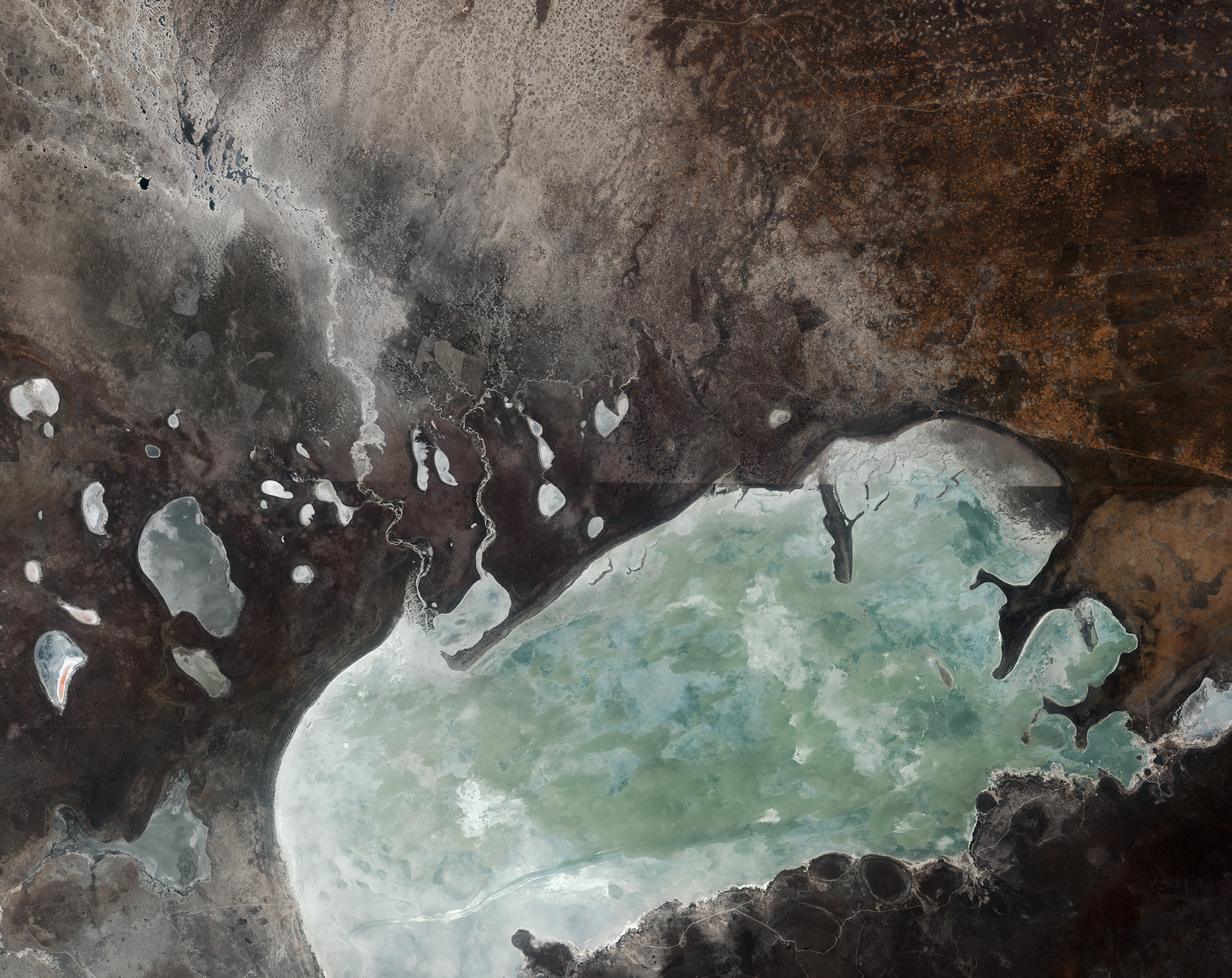
Вид на Етошу-Пан з космоса

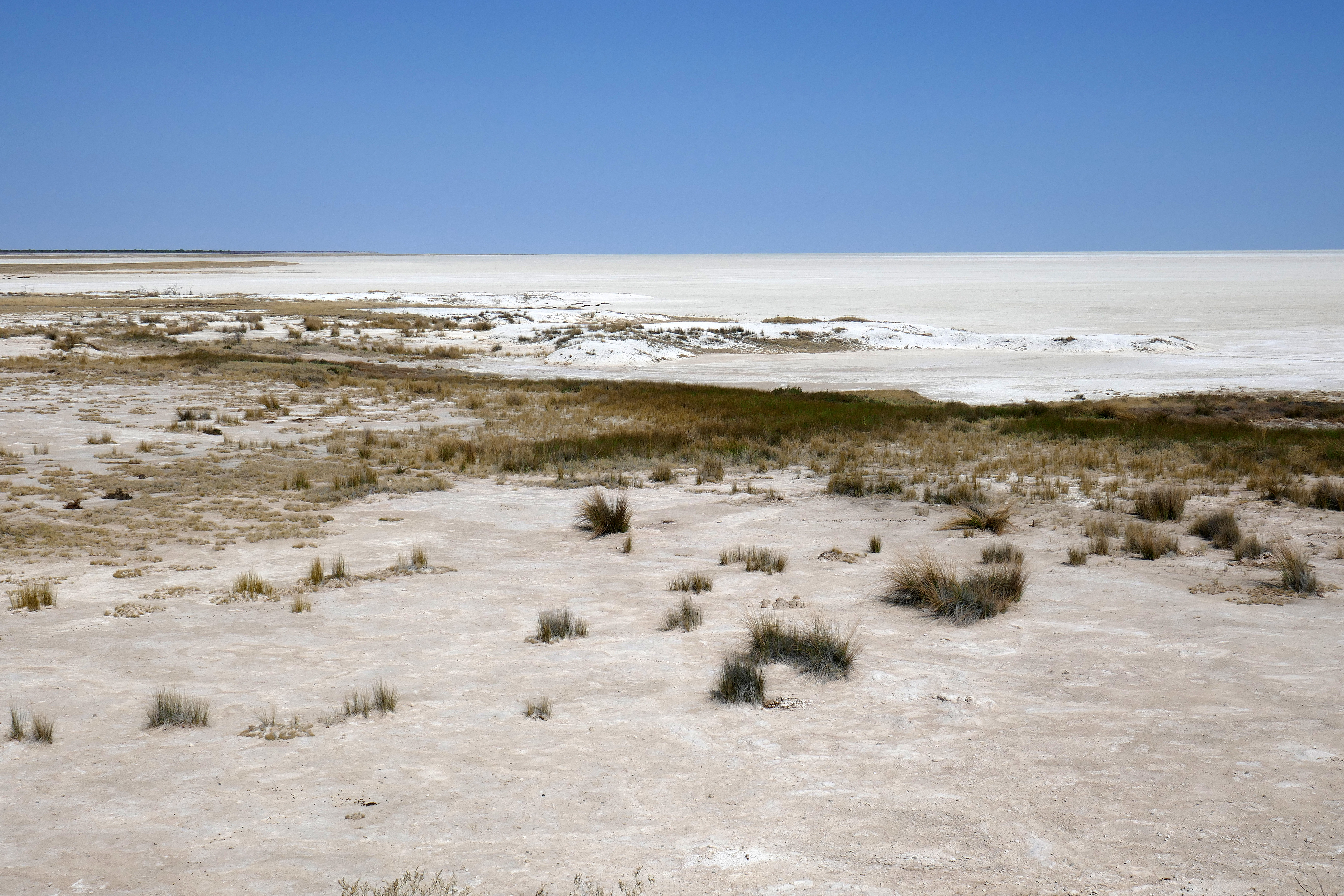
Галофітна рослинність Етоша-Пану

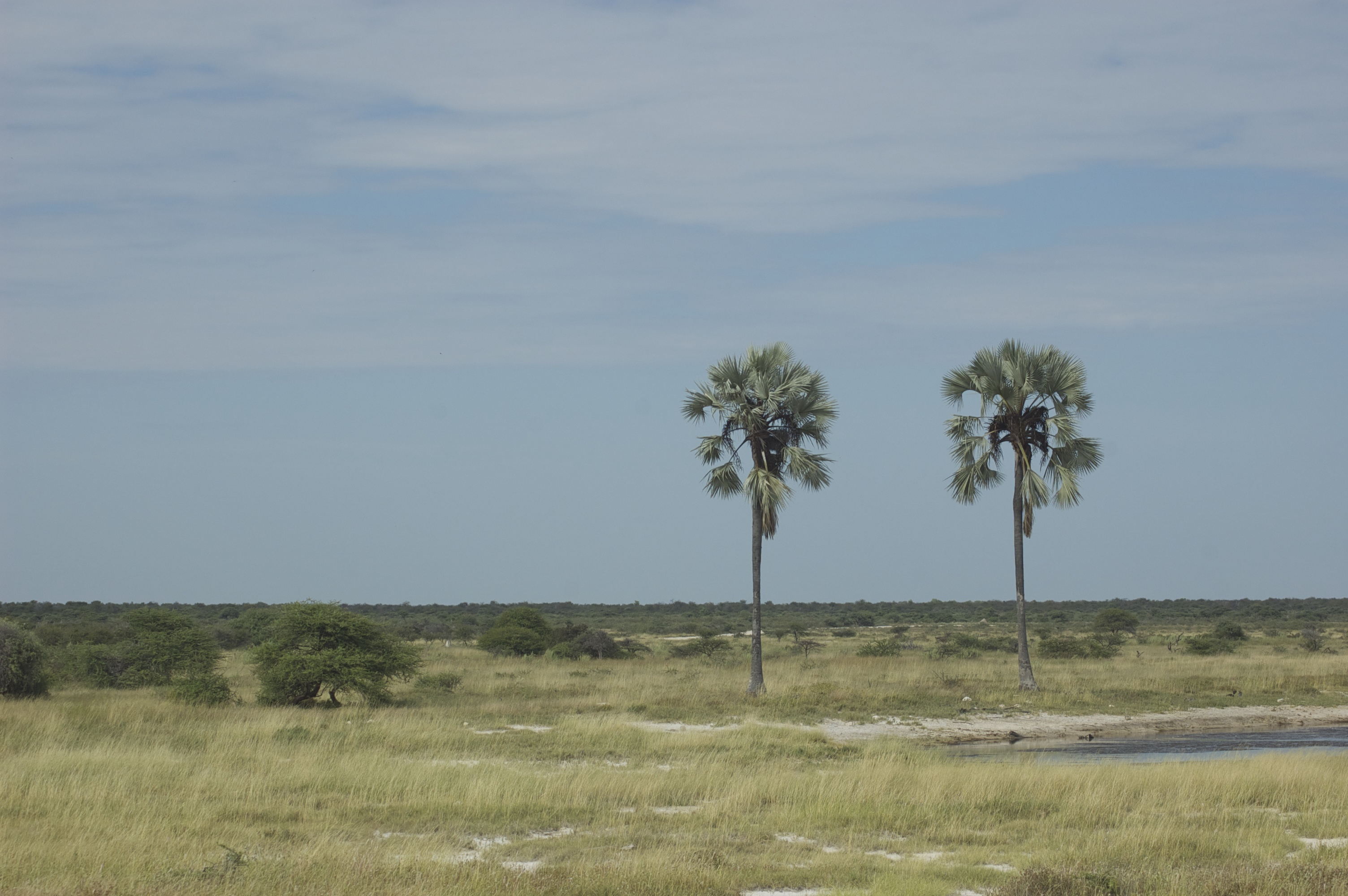
Пальми макалані та інша рослинність на периферії солончака

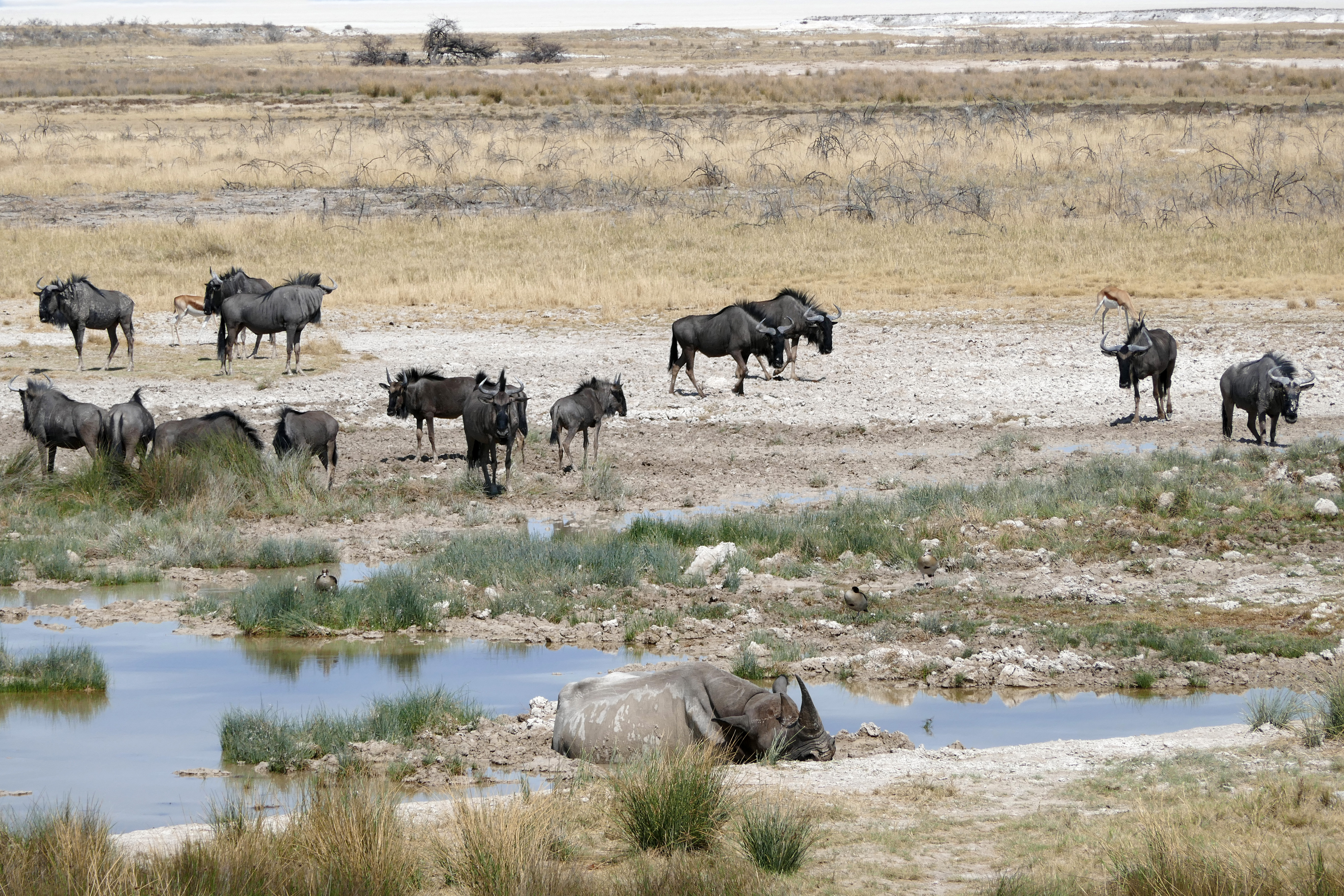
Зебри, антилопи гну та чорний носоріг біля водойми

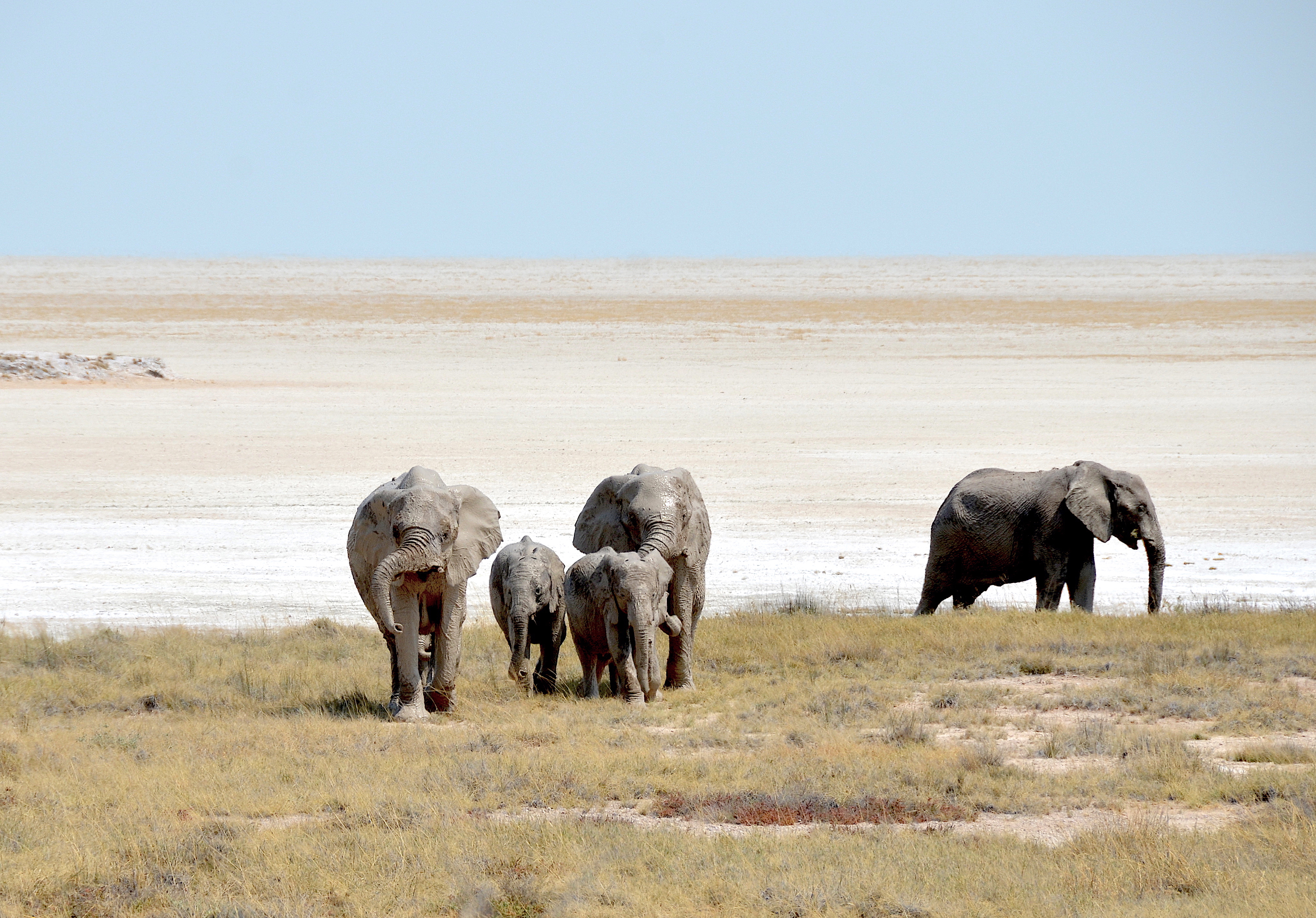
Стадо слонів в Етоша-Пані

Галофіти Етоша-Пану (ідентифікатор WWF: AT0902) — афротропічний екорегіон затоплюваних луків і саван, розташований на півночі Намібії.

## Географія
Солончак Етоша-Пан — це пласка безстічна солончакова западина, розташована на півночі Намібії, приблизно на 16° східної довготи та на 19° південної широти. Її висота коливається від 1071 до 1086 м над рівнем моря, протяжність із заходу на схід становить приблизно 129 км, а з півночі на південь — 72 км. Етоша-Пан — найбільший солончак Намібії, навколо якого є кілька менших солончаків, таких як Фішерс-Пан на сході та Натуканаока-Пан і Окахакана-Пан на заході.
Під час сезону дощів Етоша частково затоплюється водою. Більшість води забезпечують три річки — Екума, Ошігамбо та Омурамба-Овамбо, русла яких в цей час наповнюються водою. Річка Екума бере початок в озері Опонона за 70 км на північ від Етоші, а річка Ошігамбо бере початок на півдні Анголи. Ці річки утворюють дельти в північно-західному куті Етоша-Пану, приблизно на відстані 13 км одна від одної. Річка Омурамба-Овамбо бере свій початок на південний схід від Етоші і впадає в солончакову западину через Фішерс-Пан, невелике східне відгалуження основного солончака. Усі три річки течуть нерівномірно протягом сезону дощів і, залежно від рівня води в них, різною мірою затоплюють Етошу. У надзвичайно посушливі роки річки можуть взагалі не текти, утворюючи низку роз'єднаних басейнів. У ці посушливі роки Етоша-Пан наповнюється лише тією водою, що безпосередньо випадає у вигляді дощу. Протягом кількох місяців з січня по квітень в Етоші зазвичай залишається трохи води. Приблизно раз на 7-10 років, під час дуже сильних дощів, Етоша-Пан перетворюється на мілке озеро, глибина води в якому не перевищує одного метра. Однак ця вода є непридатною для споживання тваринами, оскільки концентрація солі в ній є вдвічі більшою, ніж у морській воді.
Однак більшу частину часу Етоша-Пан є сухою, солоною пустелею, і вода зустрічається лише в численних невеликих водоймах навколо нього, які живляться джерельною водою. Більшість джерел розташовані на окраїні западини, де закінчуються водоносний горизонт, і вода витікає на поверхню. Прикладом такого джерела є Окерфонтейн, розташований на південний схід від Етоші. Багато джерел розташовані в западинах, які опускаються нижче рівня ґрунтових вод. Такі джерела ненадійні, на відміну від артезіанських джерел, які утворюються, коли тиск верхніх порід змушує воду з глибших водоносних горизонтів виходити на поверхню. Прикладами таких джерел є Намутоні, розташований на схід від Етоші, та Аус, розташований на південь від нього.
У часи пліоцену на місці Етоша-Пану існувало велике внутрішнє озеро, в яке впадала річка Кунене. Континентальне підніття змінило русло річки, направивши його на захід, через водоспад Руакана, перекривши водопостачання озера. У процесі висихання дна озера ґрунт в ньому став насиченим мінералами та солонуватим. Вітрова ерозія протягом мільйонів років поглибила западину. Наразі пласка поверхня Етоша-Пану складається із солончакових ґрунтів, які погано дренуються і легко заболочуються. Під час висихання білувата глина розпадається на шестикутні фрагменти, вкриті шаром солі. Рівень лужності високий (від 8,8 до 10,2 pH), а вміст натрію перевищує 30 000 ppm. На периферії Етоші ґрунти неглибокі, солонуваті та лужні, основу їх складають калькрети.

## Клімат
В межах екорегіону переважає напівпустельний клімат (BSh за класифікацією кліматів Кеппена). Середньорічна кількість опадів в Національному парку Етоша становить близько 430 мм і коливається від 419 мм в Окаукуехо, що на західному краю солончака, до 440 мм в Форт-Намутоні, який лежить на його східному краї. Більшість опадів випадає наприкінці літа, з січня по квітень, при цьому середня максимальна кількість опадів в лютому становить 110 мм. Загалом середньорічна кількість опадів коливається з року в рік. Так, у 1946 році вона становила 90 мм, а у 1950 році — 975 мм.
У кліматичному плані виділяють три пори року. З січня по квітень триває спекотний вологий сезон, з травня по серпень — прохолодний сухий сезон, а з вересня по грудень — спекотний сухий сезон. Середня максимальна температура коливається від 28 до 33 °C, а середня мінімальна — від 7 до 17 °C. У спекотну пору року температура може досягати 40 °C, а найнижчою зафіксованою температурою в екорегіоні є 0 °C. Наприкінці зими в регіоні часто дмуть сильні вітри. Протягом цього періоду видимість може бути обмежена високим вмістом пилу в атмосфері.

## Флора
Солончак Етоша-Пан майже повністю позбавлений макрофітної рослинності і характеризується як солончакова пустеля. Під час сезону дощів він вкривається тонким шаром ціанобактерій. Основним макрофітом, який зустрічається в центральній частині солончака є солончаковий спороболус (Sporobolus salsus). Цей галофітний (солестійкий) вид поширений на значних територіях Етоші і є чудовою пашею для стад спрингбоків, гемсбоків та антилоп гну під час сухого сезону. Серед галофітних рослин, що ростуть на окраїнах солончака, слід відзначити солончаковий спороболус (Sporobolus salsus), дрібножилкувату одіссею (Odyssea paucinervis) та членистий содник (Suaeda articulata). Невеликі кущі членистого содника поширені в засолених низинних районах, що оточують Етошу, а деякі його купини зустрічаються в самому солончаку. Також на окраїні солончака росте одягнута лутига (Atriplex vestita), тоненький спороболус (Sporobolus tenellus) та приморський спороболус (Sporobolus virginicus), серед яких подекуди зустрічаються плями однорічних рослин, таких як прутоподібний зеленяк (Chloris virgata), бура діплахна (Diplachne fusca), єгипетська вороняча лапа (Dactyloctenium aegyptium) та пористий гусятник (Eragrostis porosa).
Колючий спороболус (Sporobolus spicatus) і дрібножилкувата одіссея (Odyssea paucinervis) регулярно змінюють один одного, коли Етоша-Пан послідовно затоплюється водою та висихає. Коли солончак висихає, на його поверхні залишається кірка солоного ґрунту, під якою знаходиться вологий мул. Цю поверхню колонізує колючий спороболус, багаторічна трава, яка швидко поширюється за допомогою кореневих пагонів, і росте протягом тривалого посушливого періоду. Дрібножилкувата одіссея росте поряд зі спороболусами, однак вона не поширюється на нові території, коли ґрунт залишається сухим. Коли неглибока тепла вода заповнює величезні ділянки Етоші і розчиняє соляну кірку, спороболуси згнивають, а на мілководді поширюється одіссея. На окраїнах солончака рослинний покрив в цей час змінюється на чагарникову савану, в якій переважає водяна акація (Acacia nebrownii), що подекуди утворює густі зарості. На засолених ґрунтах, поширених на значних територіях навколо Етоші, також зустрічається острижена монехма (Monechma tonsum), дріколиста монехма (Monechma genistifolium), лейкосфера Бейнса (Leucosphaera bainesii), пелюстколистник Енглера (Petalidium englerianum), горбковий курайник (Caroxylon tuberculatum) та мопанове алое (Aloe littoralis).
На відкритих луках, що підіймаються над солончаковою западиною Етоша-Пану, зокрема на рівнинах Адоні на північ від неї, зустрічаються різноманітні багаторічні та однорічні трави, які забезпечують пашу для великої кількості травоїдних тварин. Серед поширених на луках трав слід відзначити пальчастий свинорий (Cynodon dactylon), дрібноцвітий гусятник (Eragrostis micrantha), колісний гусятник (Eragrostis rotifer), бородату діплахну (Diplachne fusca) та прутоподібний хлоріс (Chloris virgata). На південь і захід від Етоші зустрічаються мопанові дерева (Colophospermum mopane). В заростях сандвельду, поширених на схід від солончака, окрім мопанових дерев, зустрічаються також інші дерева, зокрема пурпуровостручкові терміналії (Terminalia prunioides), довгоплідники Нельса (Lonchocarpus nelsii) та дерева тамботі (Spirostachys africana). Поблизу джерел, особливо на захід від Етоші, зустрічаються пальми макалані (Hyphaene petersiana).

## Фауна
Суворі природні умови Етоша-Пану: рідкісна рослинність, солона вода, якщо вона взагалі є, екстримальні температури та сильний вітер, — є непідходящими для проживання більшості тварин. Тут зустрічаються лише високоспеціалізовані види, здатні витримувати тривалі посухи та швидко реагувати на опади. Передусім це ракоподібні, які домінують у цьому середовищі завдяки короткому життєвому циклу та стійким до висихання яйцям. Багато з них можуть вилупитися, вирости та відкласти яйця протягом 24 годин. Єдиною великою твариною, яка зустрічається в центральній частині Етоші, є південноафриканський страус (Struthio camelus australis). Ці птахи гніздяться в солончаку, який забезпечує їм захист від падальників, таких як чепрачні шакали (Lupulella mesomelas), які не наважуються заглибитися в Етошу. На окраїнах солончака зустрічаються капські ховрахи (Geosciurus inauris) та ендемічні етошські агами (Agama etoshae), 14-сантиметрові ящірки, які шукають жуків та термітів у піщаному ґрунті.
На відміну від солончакової пустелі, джерела на її окраїнах, особливо на південь від неї, є місцями вражаючих скупчень великих копитних тварин. Найбільш чисельними видами тут є зебри Гартмана (Equus zebra hartmannae), блакитні гну (Connochaetes taurinus) та спрингбоки (Antidorcas marsupialis). Серед інших видів, які зустрічаються поблизу джерел, слід відзначити саванного слона (Loxodonta africana), ангольську жирафу (Giraffa angolensis), чорного носорога (Diceros bicornis), гемсбока (Oryx gazella), звичайну канну (Taurotragus oryx), великого куду (Tragelaphus strepsiceros), звичайного стенбока (Raphicerus campestris), дікдіка Кірка (Madoqua kirkii) та чорноморду імпалу (Aepyceros melampus petersi). Також біля водойм зустрічаються великі хижі ссавці, зокрема леви (Panthera leo), африканські леопарди (Panthera pardus pardus), південноафриканські гепарди (Acinonyx jubatus jubatus), плямисті гієни (Crocuta crocuta) та бурі гієни (Parahyaena brunnea) та дрібніші хижаки, зокрема південноафриканські степові коти (Felis lybica cafra), чепрачні шакали (Lupulella mesomelas), капські лисиці (Vulpes chama) та вухаті лисиці (Otocyon megalotis). Величезні скупчення диких тварин у сухі зимові місяці зробили Національний парк Етоша одним з найвідвідуваніших в Африці. У дощові літні місяці дикі тварини покидають водопої і направляються до пишних пасовищ та тимчасових водойм, переважно на захід від Етоші.
Орнітофауна екорегіону вирізняється високим різноманіттям. Тут зафіксовано 390 видів птахів, найбільша кількість яких спостерігається влітку, з жовтня по квітень. Більшість видів зустрічається поблизу водойм, і лише страуси — у самому солончаку. Під час виняткових дощів, коли солона пустеля перетворюється на мілководне озеро, сюди прилітають величезні зграї коловодних птахів — сіроголових мартинів (Chroicocephalus cirrocephalus), сірих чапель (Ardea cinerea), ботсванійських чепур (Egretta vinaceigula), білошиїх журавлів (Grus carunculata), блакитних журавлів (Grus paradisea), священних ібісів (Threskiornis aethiopicus), бурих коровайок (Plegadis falcinellus), африканських косарів (Platalea alba), малих пірникоз (Podiceps ruficollis) тощо. Солончаки Етоша-Пан та Макгадікгаді-Пан, розташовані в Намібії та Ботсвані відповідно, є важливими місцями гніздування рожевокрилих фламінго (Phoenicopterus roseus) та малих фламінго (Phoeniconaias minor) в Південній Африці. В ті роки, коли солончак пересихає швидше, ніж зазвичай, брак води змушує дорослих фламінго відлітати, що призовить до гибелі великої кількості пташенят. Працівники Національного парку кілька разів намагалися врятувати їх. Також на солончаках гніздяться рожеві пелікани (Pelecanus onocrotalus).

## Збереження
Оцінка 2017 року показала, що 7460 км², або 97 % екорегіону, є заповідними територіями. Майже весь екорегіон розташований в межах Національного парку Етоша, заснованого у 1907 році. Крім того, Етоша-Пан входить до списку Рамсарських водно-болотних угідь. Загрозу природі екорегіону можуть становити зміни у водному балансі, які обмежать затоплення солончакової западини, що призведе до втрати місць гніздування фламінго та пеліканів.